# Miloš Urban (fotbalista)
Miloš Urban (1. prosince 1930 – 2006) byl český fotbalový útočník.
Pocházel z bratislavské Petržalky, ale jeho rodiče se ještě před II. světovou válkou přestěhovali do Prahy. Z prvního manželství s Ludmilou Urbanovou, roz. Krýzovou, měl dvě děti, dcera Lea (nar. 1953) však zemřela v roce 1973 na těžkou infekci jater. Syn Miloš (nar. 1958) žije a podniká v Praze.

## Fotbalová kariéra
V československé lize hrál za Slavia Praha, Duklu Praha a Duklu Pardubice. Nastoupil ve 167 ligových utkáních a dal 32 gólů. Za juniorskou reprezentaci nastoupil v jediném utkání. Finalista Československé poháru 1963. S Duklou získal 2 mistrovské tituly.

## Ligová bilance
| Ročník                                     | Zápasy | Góly | Klub                |
| ------------------------------------------ | ------ | ---- | ------------------- |
| Státní liga 1947/48                        | -      | -    | Dynamo Slavia Praha |
| Státní liga 1948                           | -      | -    | Dynamo Slavia Praha |
| Celostátní československé mistrovství 1949 | -      | -    | Dynamo Slavia Praha |
| Celostátní československé mistrovství 1950 | -      | 1    | Dynamo Slavia Praha |
| Mistrovství československé republiky 1951  | -      | 5    | Dynamo Slavia Praha |
| Přebor československé republiky 1953       | -      | 5    | Dynamo Slavia Praha |
| Přebor československé republiky 1954       | -      | 1    | Dynamo Slavia Praha |
| Přebor československé republiky 1955       | -      | 2    | Dynamo Praha        |
| 1. československá fotbalová liga 1956      | -      | 2    | Dukla Praha         |
| 1. československá fotbalová liga 1957/58   | -      | 2    | Dukla Praha         |
| 1. československá fotbalová liga 1957/58   | -      | 2    | Dynamo Praha        |
| 1. československá fotbalová liga 1958/59   | -      | 6    | Dynamo Praha        |
| 1. československá fotbalová liga 1959/60   | -      | 3    | Dynamo Praha        |
| 1. československá fotbalová liga 1960/61   | -      | -    | Dynamo Praha        |
| 1. československá fotbalová liga 1962/63   | -      | 0    | Dynamo Praha        |
| CELKEM                                     | 167    | 32   |                     |